# Todd Tiahrt
Todd Tiahrt [ˈtiːhɑrt], född 15 juni 1951 i Vermillion, South Dakota, är en amerikansk republikansk politiker. Han representerade delstaten Kansas fjärde distrikt i USA:s representanthus 1995–2011.
Tiahrt avlade 1975 kandidatexamen vid Evangel College (numera Evangel University) i Missouri. Han avlade sedan 1989 MBA vid Southwest Missouri State University (numera Missouri State University).
Tiahrt besegrade sittande kongressledamoten Dan Glickman i kongressvalet 1994. Tiahrt är pingstvän och hör till församlingsrörelsen Assemblies of God.